# Ablon-sur-Seine
Ablon-sur-Seine är en kommun i departementet Val-de-Marne i regionen Île-de-France i norra Frankrike. Kommunen ligger i kantonen Villeneuve-le-Roi som tillhör arrondissementet Créteil. År 2022 hade Ablon-sur-Seine 6 029 invånare.

## Befolkningsutveckling
Antalet invånare i kommunen Ablon-sur-Seine
| Referens: INSEE |